# Кромсдорф
Кромсдорф (њем. Kromsdorf) општина је у њемачкој савезној држави Тирингија. Једно је од 75 општинских средишта округа Вајмарер Ланд. Према процјени из 2010. у општини је живјело 1.588 становника. Посједује регионалну шифру (AGS) 16071048.

## Географски и демографски подаци
Кромсдорф се налази у савезној држави Тирингија у округу Вајмарер Ланд. Општина се налази на надморској висини од 200 метара. Површина општине износи 10,7 km². У самом мјесту је, према процјени из 2010. године, живјело 1.588 становника. Просјечна густина становништва износи 148 становника/km².

## Међународна сарадња
| Мјесто | Држава    | Врста сарадње | Од    |
| ------ | --------- | ------------- | ----- |
|        | Француска | партнерство   | 2005. |
| Извор  |           |               |       |